# Balázs András (költő)
Balázs András (Székelyudvarhely, 1943. július 10. – Székelyudvarhely, 1978. április 28.) magyar újságíró, költő.

## Életútja, munkássága
1966-ban a Babeș–Bolyai Tudományegyetemen magyar nyelv és irodalom szakból szerzett oklevelet. 1968-tól a Hargita belső munkatársa: szülőföldje művelődési életével foglalkozott. Verseit 1962-től  az Utunk, Ifjúmunkás, Igaz Szó közölte, szerepelt a Vitorla-ének (1967) és a Megtalált világ (Marosvásárhely, 1968) c. antológiákban. Kéziratban maradt kötete: Cicoma nélkül.

## Posztumusz kiadások
- Tetők magasából (versek, Molnos Lajos utószavával, Korunk – Komp-Press, Kolozsvár, 2014), ISBN 978-973-1960-63-0